# Charlestonkleid

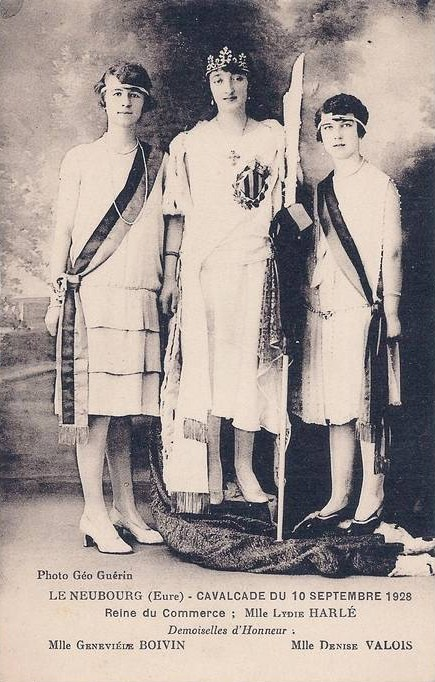
Charlestonkleider von 1928

Charlestonkleid ist die volkstümliche Bezeichnung für kniekurze, taillenlose Hängerkleider der späten 1920er und 1930er Jahre. Der Name leitet sich von dem gleichnamigen Tanz ab, der (vor allem durch die Auftritte von Josephine Baker) ab 1925 in Europa bekannt wurde. Das Charlestonkleid war typisch für die Flappermode. Es gewährte große Bein- und Bewegungsfreiheit bei den modischen Tänzen der Zeit, war aber sehr kurz, was häufig durch angesetzte Fransen kaschiert wurde. Teilweise bestanden die Kleider hauptsächlich aus Fransen oder Bändern, insbesondere zum Shimmy trug man Kleider aus mehreren Lagen von Fransen, die bei der Bewegung der Tänzerin rhythmisch mitschwangen.
Bildergalerie

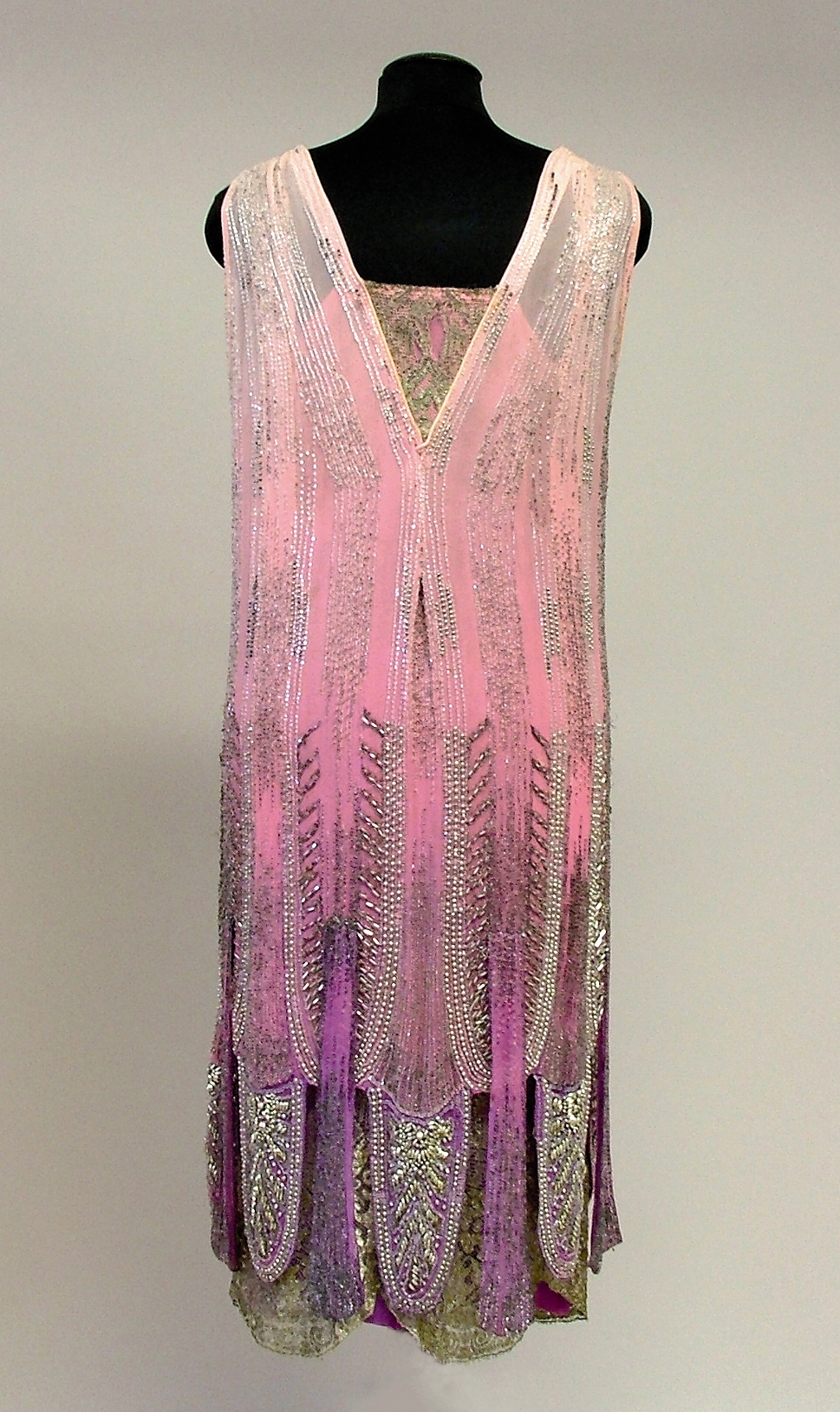
Charlestonkleid mit Glasperlen, bestickter Seidengeorgette und Metallfäden (um 1924/25).
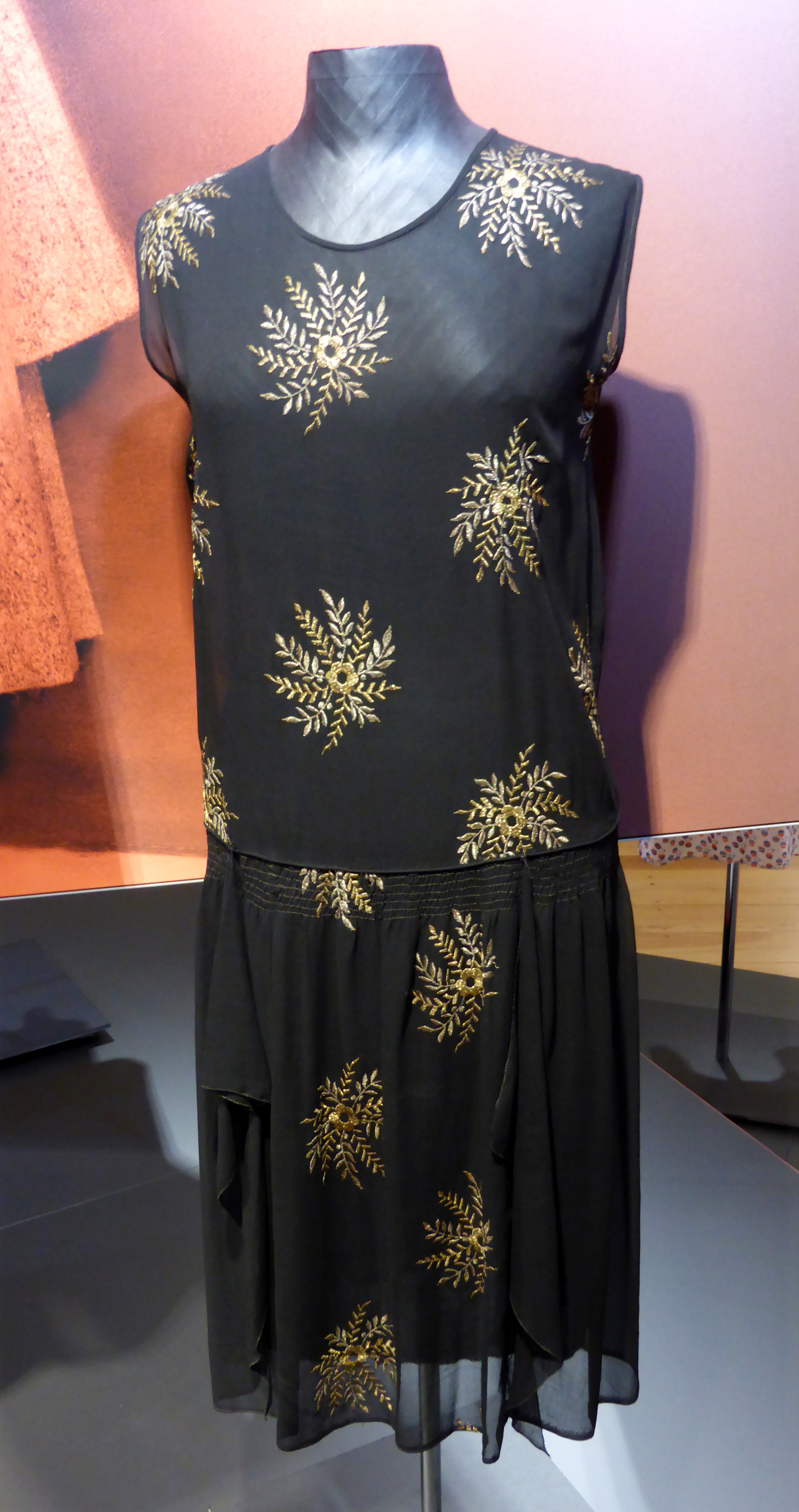
Charlestonkleid mit Blumenmotiven, Seidenkrepp mit Metallfäden (Mitte der 1920er Jahre).
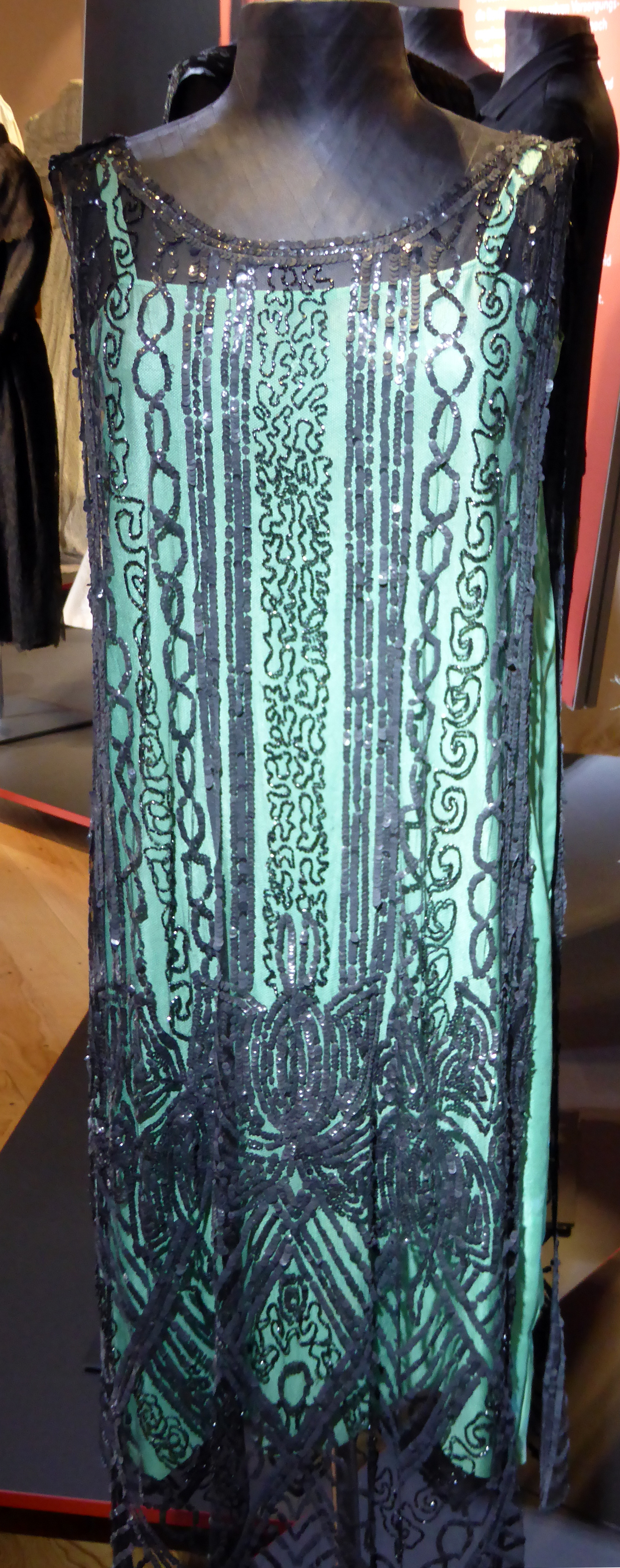
Charlestonkleid mit Pailletten, Seidenkrepp (Mitte der 1920er Jahre).
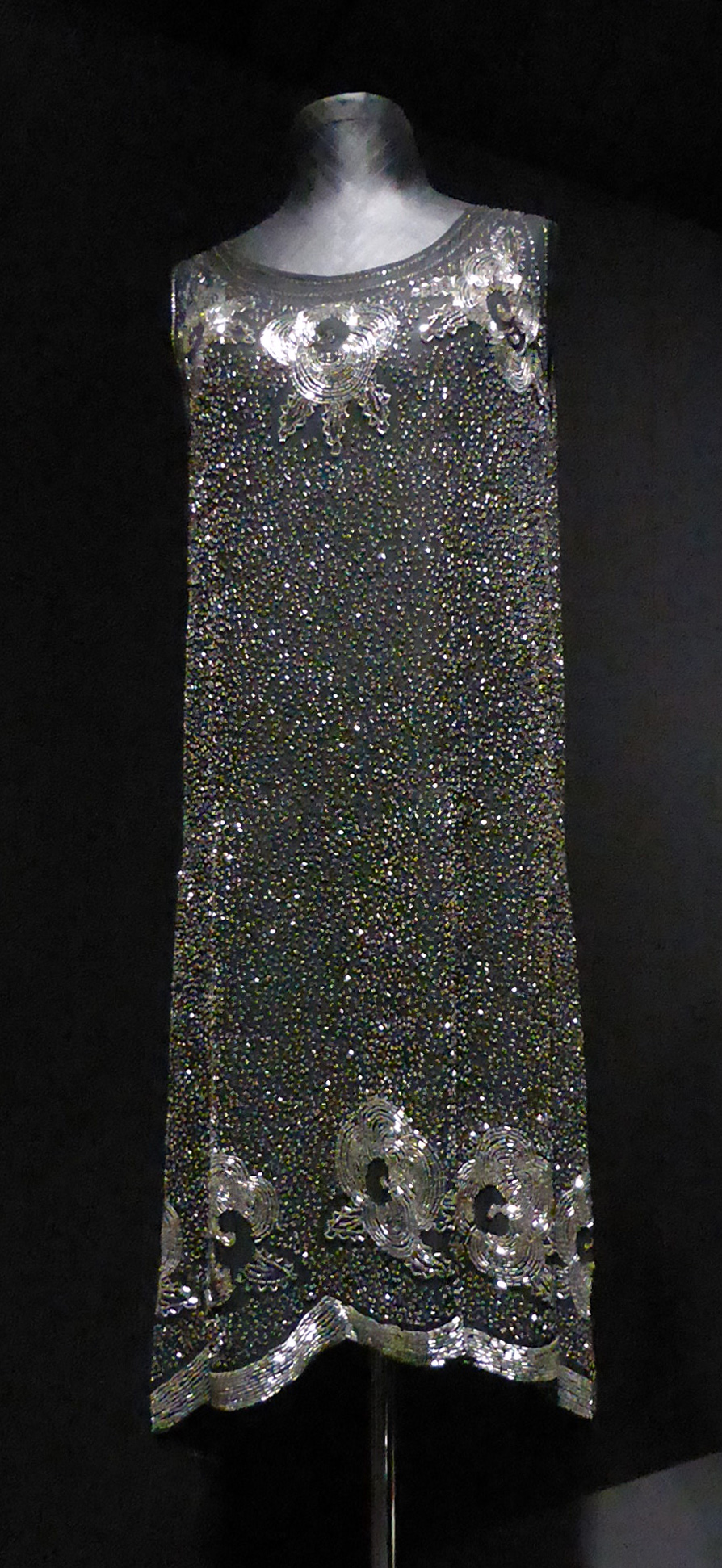
Charlestonkleid mit silbernen Perlen, Baumwollkrepp mit Glasperlen (Mitte der 1920er Jahre).
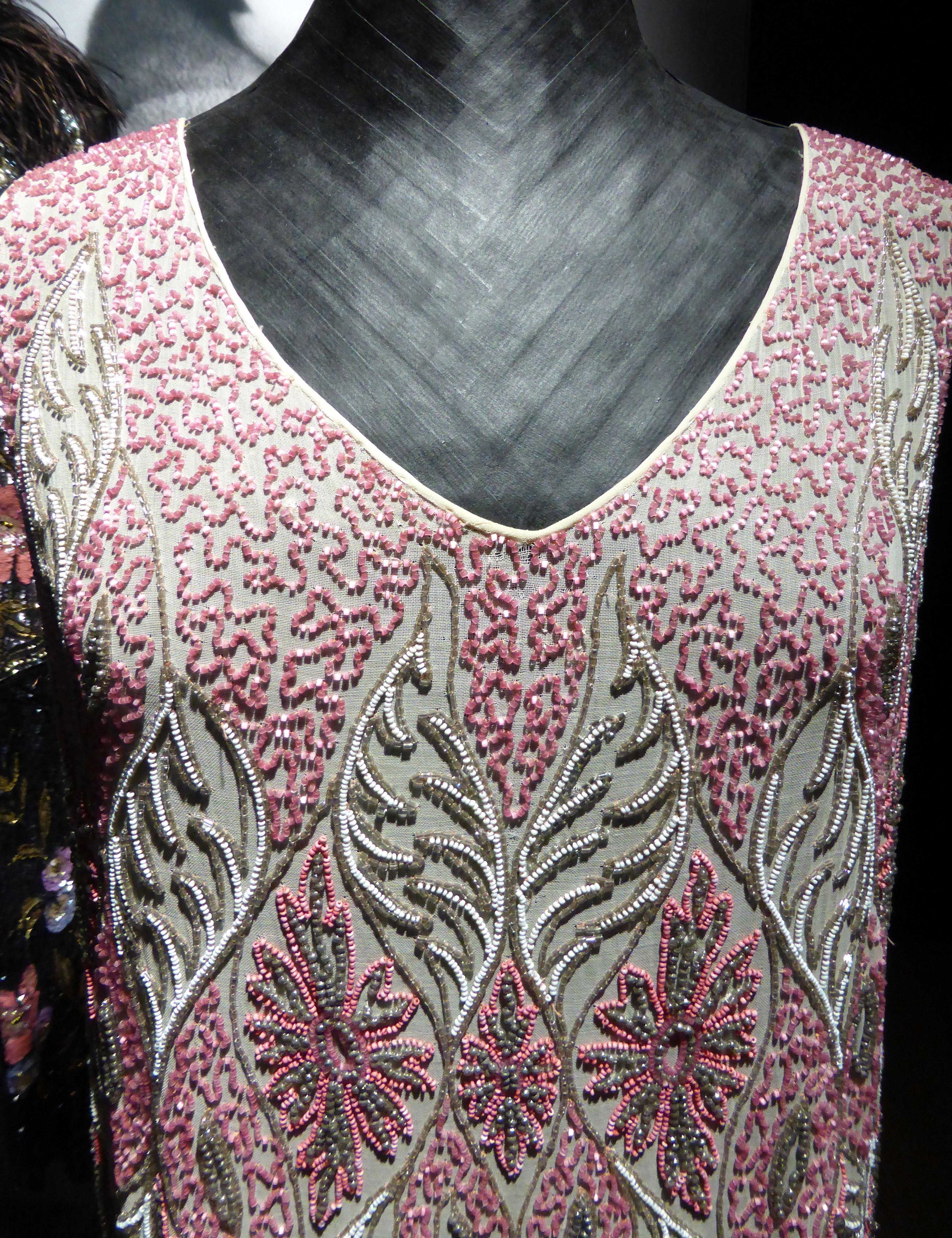
Charlestonkleid mit rosafarbenen Glasperlen, Baumwollbatist (Mitte der 1920er Jahre).